# Iryna Amšennikovová
Iryna Vitaliïvna Amšenniková (ukrajinsky Ірина Віталіївна Амшеннікова; 19. května 1986) je ukrajinská plavkyně zaměřená na techniku plavání znakem. 

## Biografie
Iryna Amšenniková se narodila 19. května 1986 v ukrajinské Horišni Plavni do sportovně orientované rodiny. Její matka Olga Oleksandrovna byla v mládí závodní plavkyně a její otec Vitalij Aleksejevič Amšennik byl amatérský atlet, který se věnoval jak běhu na dráze, tak orientačním běhům. Také Irynin bratr Evžen začínal jako plavec, ale později přešel ke sportovní střelbě. 
Od dětství chodila Iryna plavat do bazénu v rodném městě. Ten byl ale v roce 1997 uzavřen kvůli opravám. Dívčin trénink tím ovšem nebyl narušený, protože se v tom samém roce odstěhovala do Kyjeva, kde nastoupila na internátní školu a k tréninkům využívala tamní sportoviště.
Na přelomu tisíciletí, kdy začala plavat profesionálně, se přestěhovala do Záporoží, kde se stal jejím osobním trenérem bývalý plavec Anatolij Zhuravlev.
Vysokoškolské vzdělání získala Amšenniková na Národní univerzitě tělesné výchovy a sportu. 

## Sportovní kariéra
Nejlepších výsledků dosáhla v soutěžích v plavání na krátkou vzdálenost. Například v roce 2002 vyhrála bronzovou medaili na FINA Mistrovství světa v plavání v závodu na 200 metrů a dalších šest medailí, včetně jedné zlaté, si v tom samém roce přivezla z Mistrovství Evropy v plavání na krátkou vzdálenost.
Iryna Amšenniková se účastnila s ukrajinskou výpravou letních olympijských her a to hned dvakrát: poprvé v Aténách v roce 2004, podruhé v Pekingu v roce 2008. Na obou olympiádách měla soutěžit ve více disciplínách, ale pokaždé byla vyřazena během přípravných utkání.
Během své kariéry vytvořila 29 národních rekordů v plavání naznak na 50 až 200 metrů a v různých štafetových disciplínách. 